# Vila regală din Mamaia
Vila regală din Mamaia (cunoscută și ca Palatul Regal din Mamaia sau Castelul Reginei Maria din Mamaia) este un monument istoric aflat pe teritoriul localității Mamaia, la marginea municipiului Constanța.

## Istoric
Vila a fost construită în perioada 1923-1926, după planurile arhitectului Mario Stoppa, pentru Regina Maria a României.
Inaugurarea s-a făcut în anul 1926.
Mai târziu, clădirea a făcut parte din proprietatea principesei Elena, mama regelui Mihai. Acolo tânărul rege și-a petrecut o parte din verile copilăriei. 
Odată cu revenirea în țară a principelui Carol și preluarea tronului de la fiul său Mihai, relațiile lui Carol cu Elena s-au înrăutățit, astfel că regina a fost obligată în cele din urmă să părăsească România. Ea a renunțat la vila din Mamaia și la alte proprietăți din România în schimbul achiziționării de către statul român pe numele ei a Vilei Sparta din Florența.
După evenimentele din decembrie 1989, în vilă au fost găzduite, succesiv, unele restaurante și cluburi a căror denumire face referire la destinația originală a acesteia (Restaurant „Castel”, „The Castle of Illusion”).. Ulterior, modul în care a fost conservat și utilizat monumentul a făcut obiectul unor dispute, concretizate prin acțiuni legale.
În 2003, în timpul guvernării Năstase, imobilul a fost privatizat, fiind lăsat de izbeliște de noul proprietar. În 2012 a avut loc un incendiu, care a avariat puternic clădirea. În 2018, Ministerul Culturii, condus la acel moment de G. Ivașcu, a cerut în instanță anularea contractului de vânzare din anul 2003, invocând faptul că proprietatea fusese vândută de către societatea de stat Mamaia SA către societatea Light System fără ca statul să își exercite dreptul de preemțiune, conform Legii 422/2001.
În martie 2022 ICCJ a decis întoarcerea monumentului în proprietatea statului român.

## Galerie de imagini

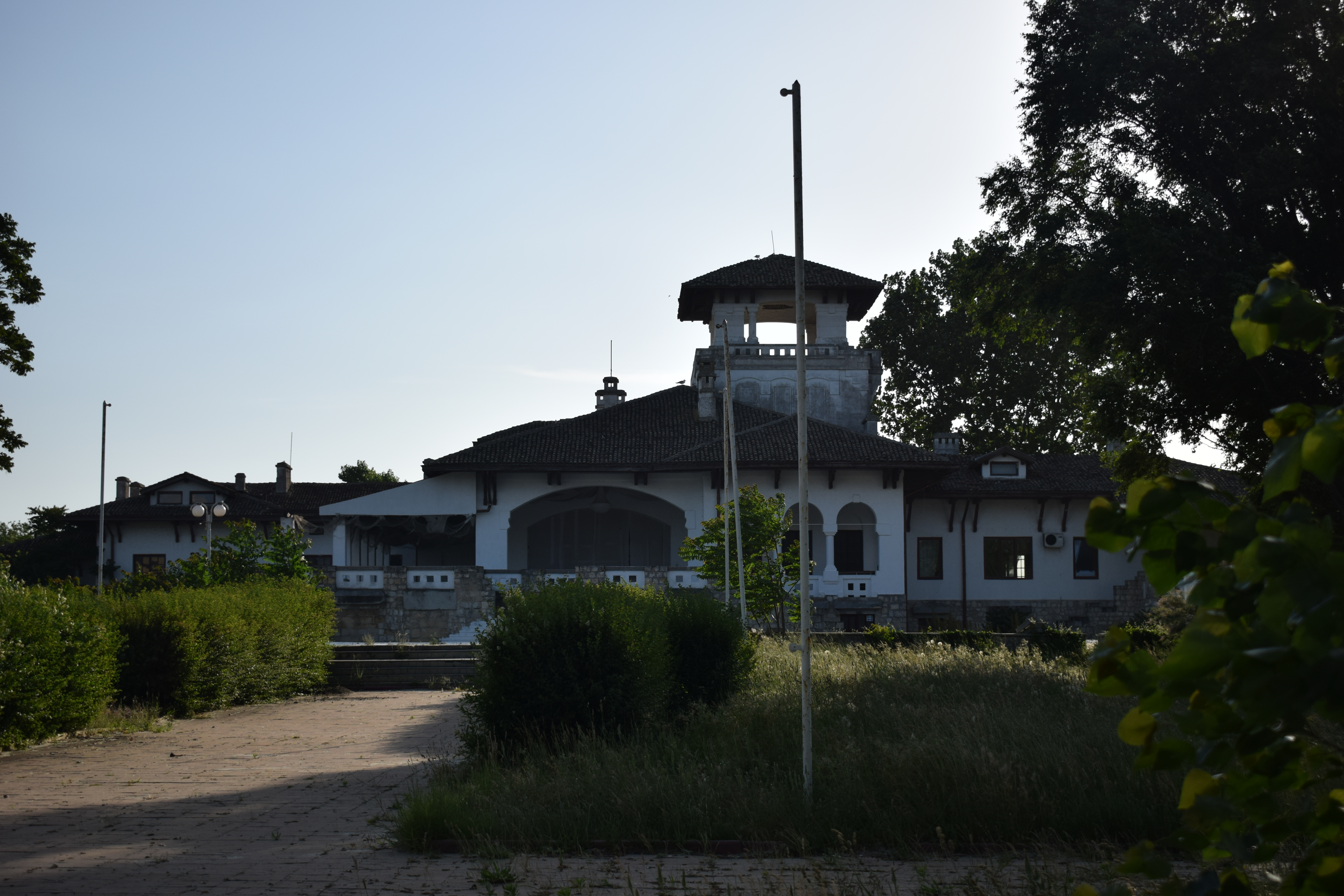
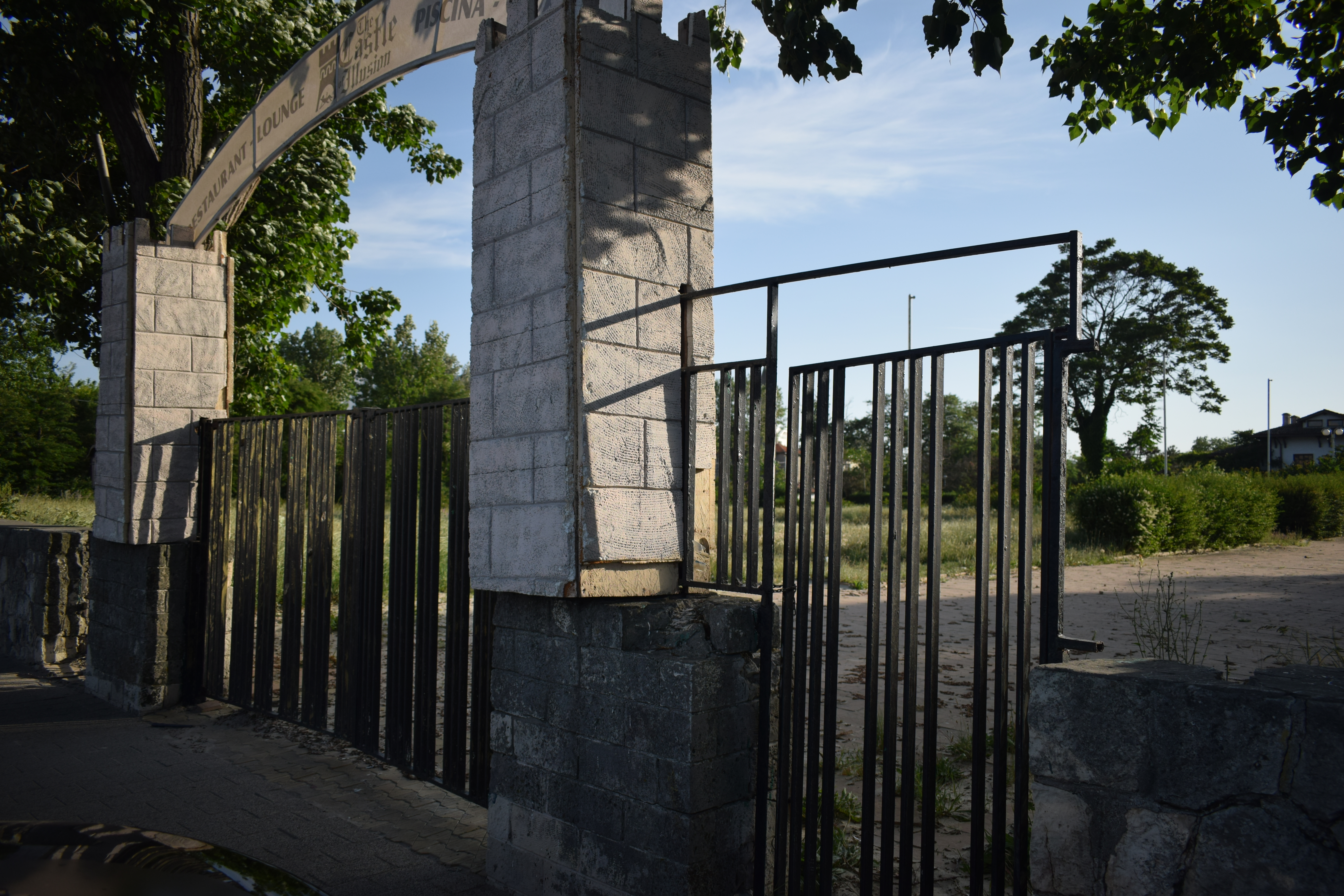
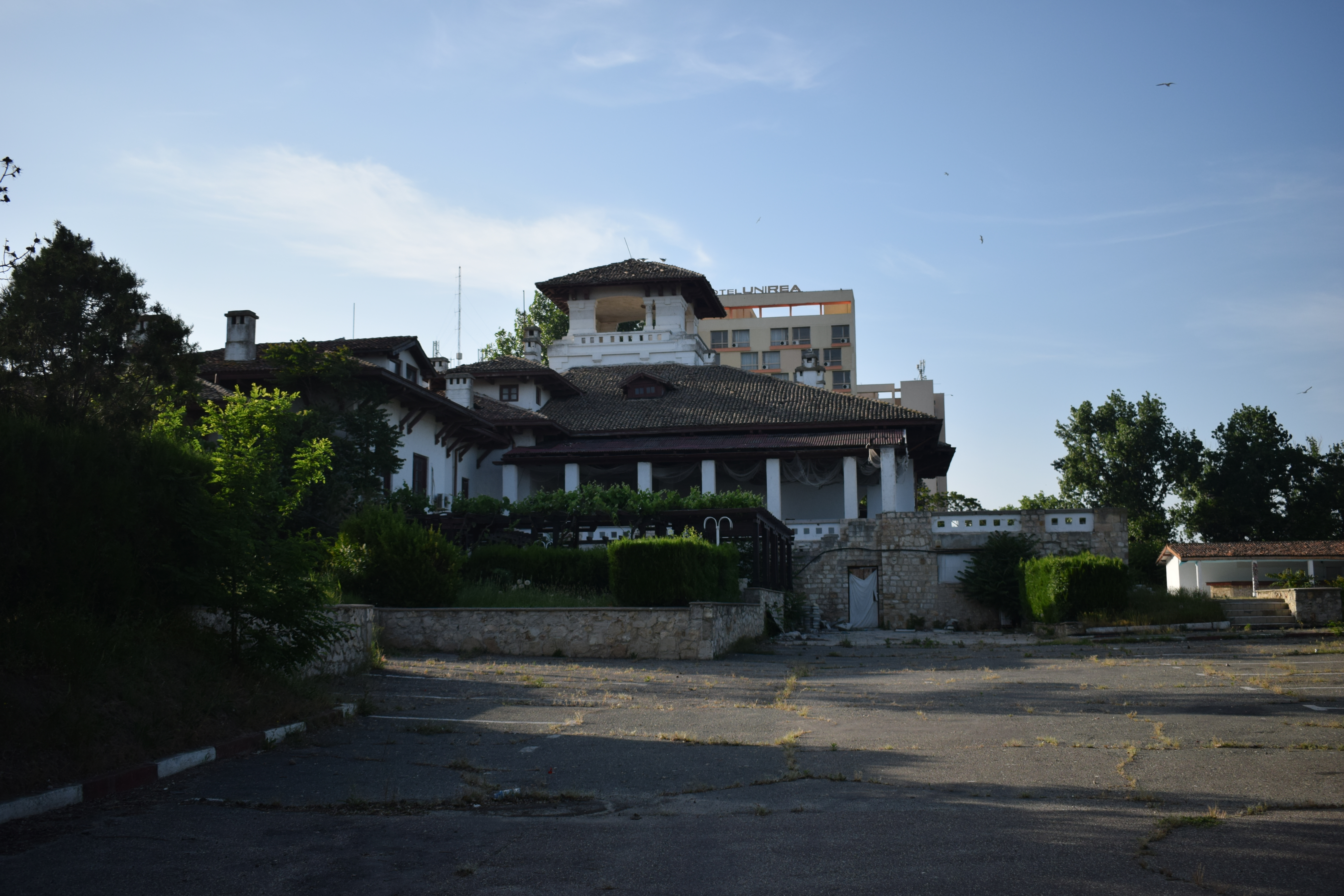
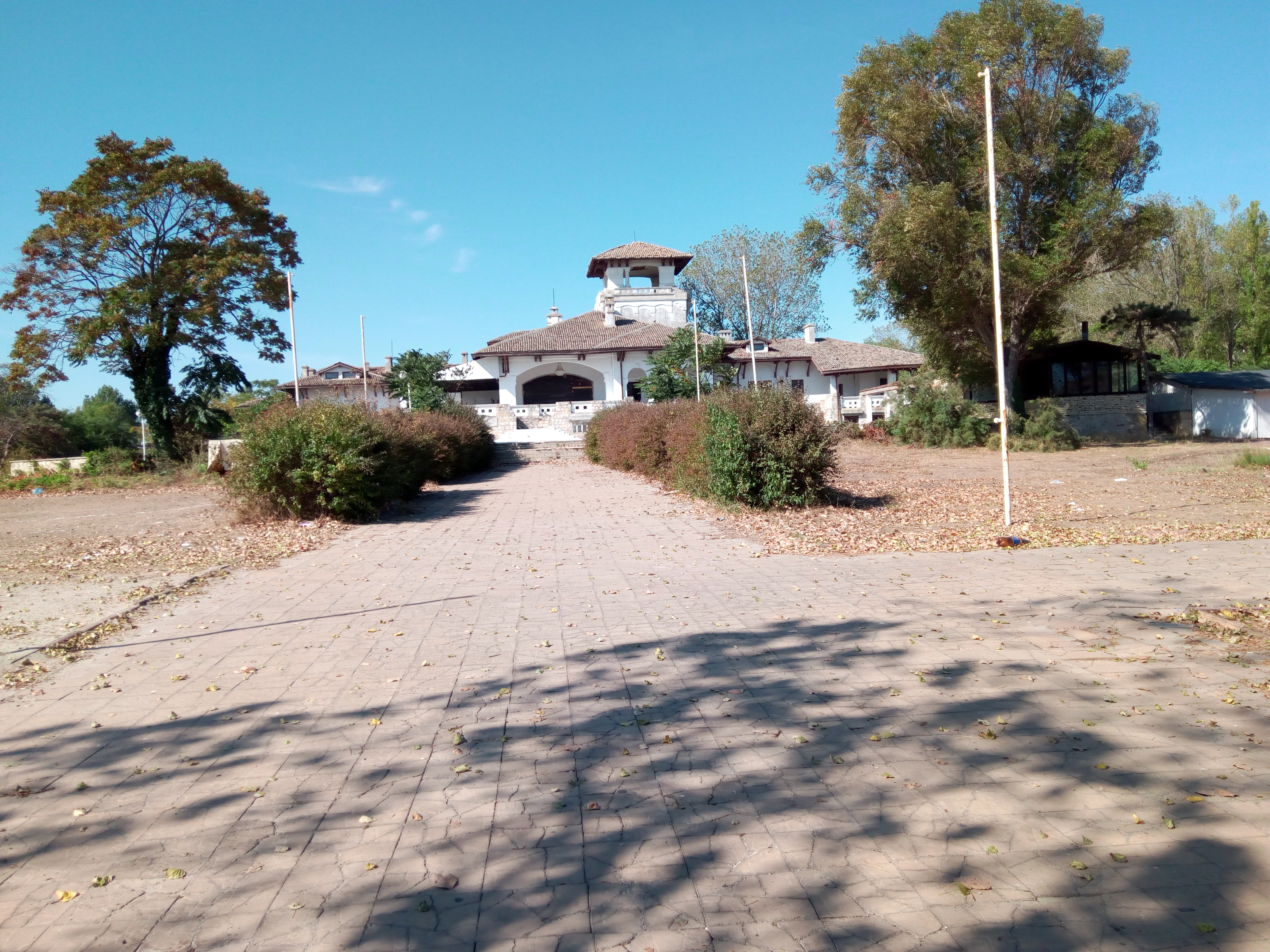
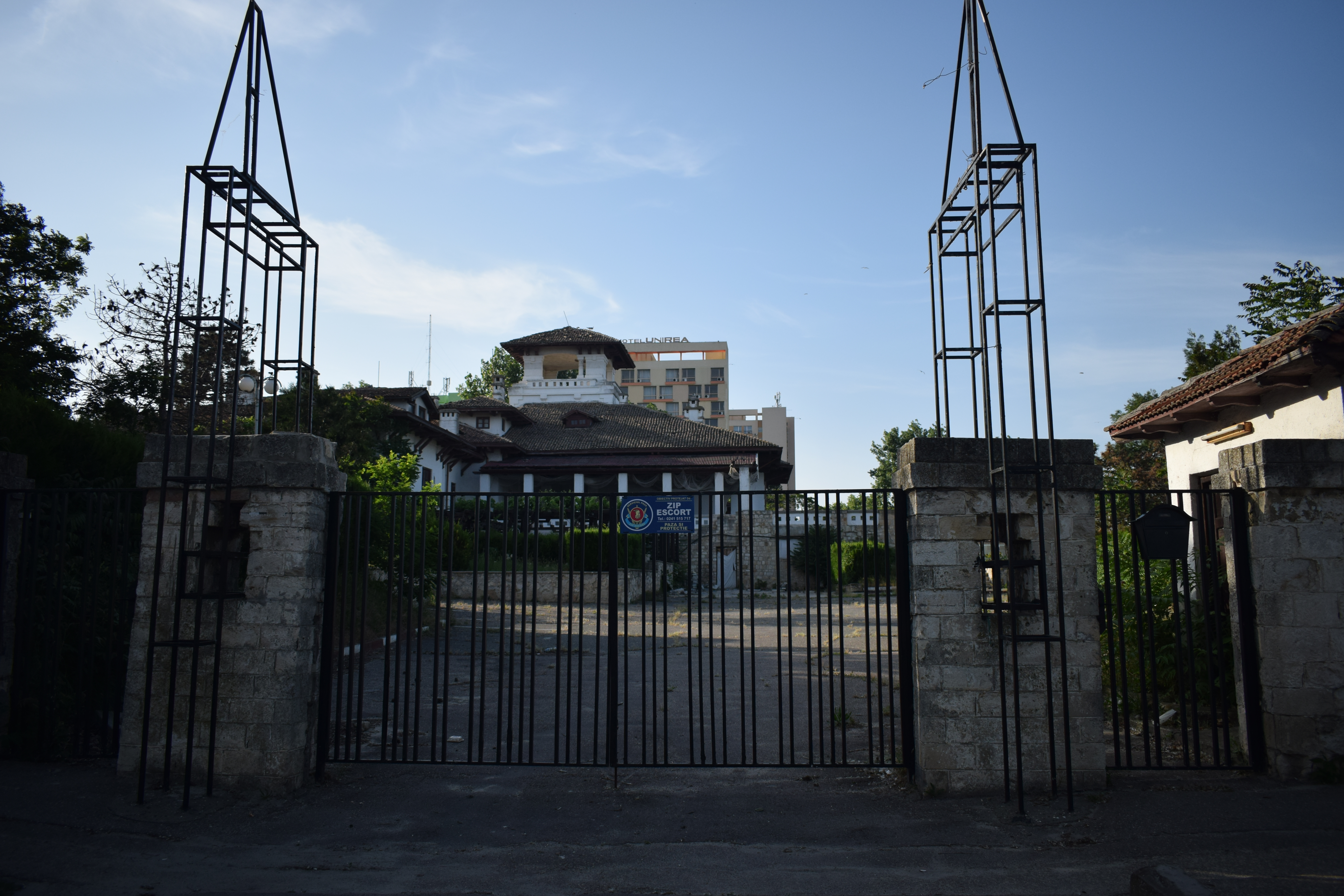
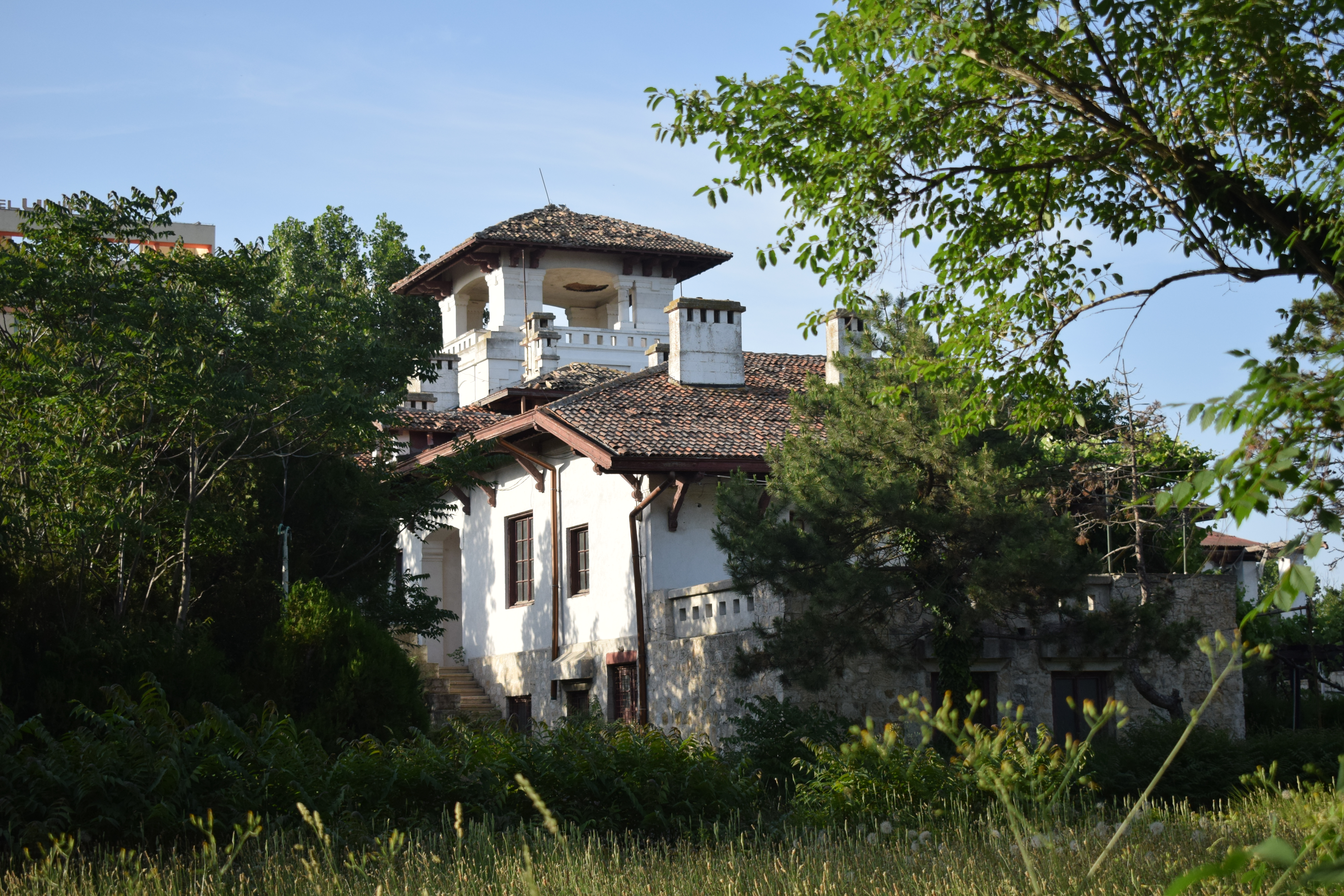
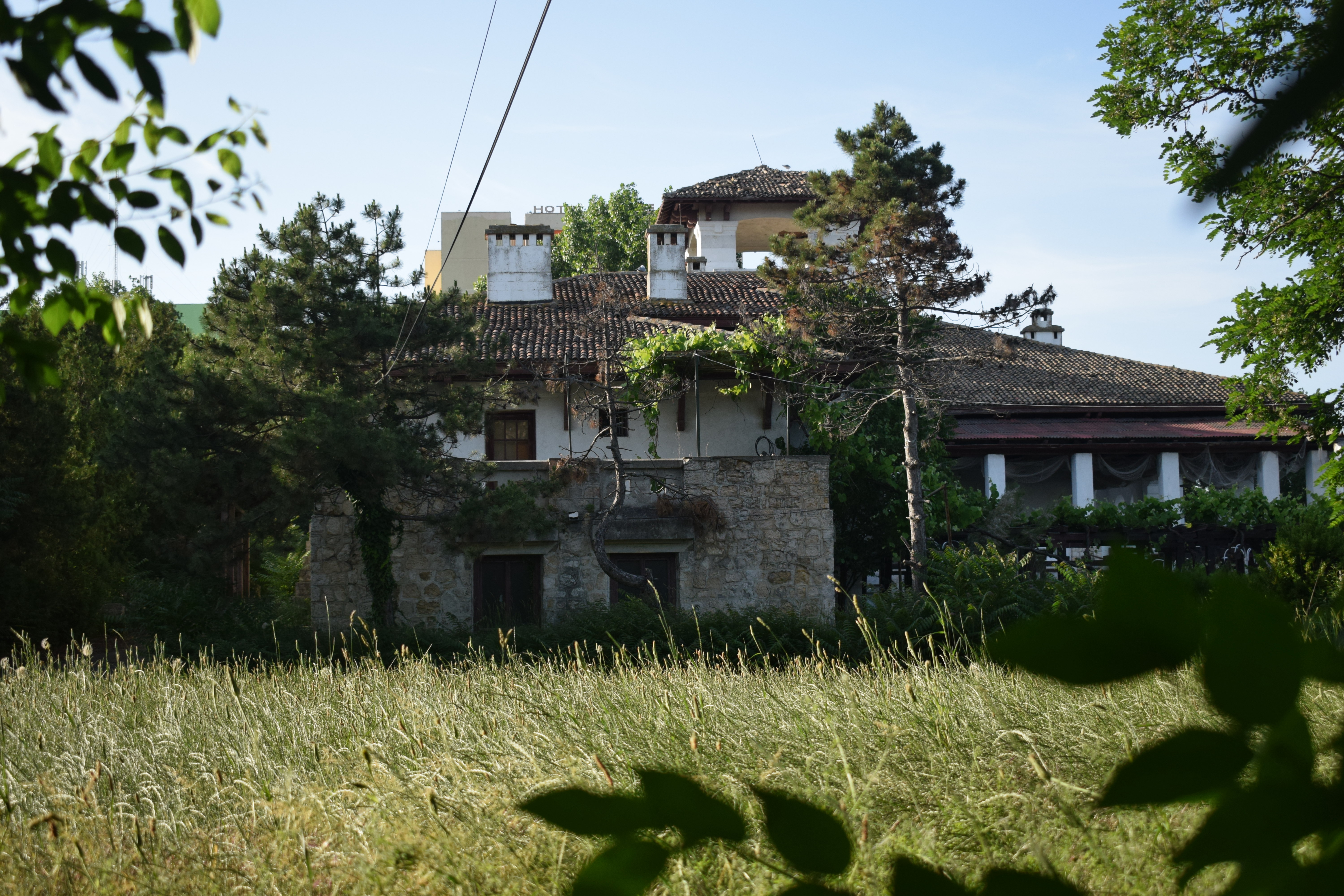
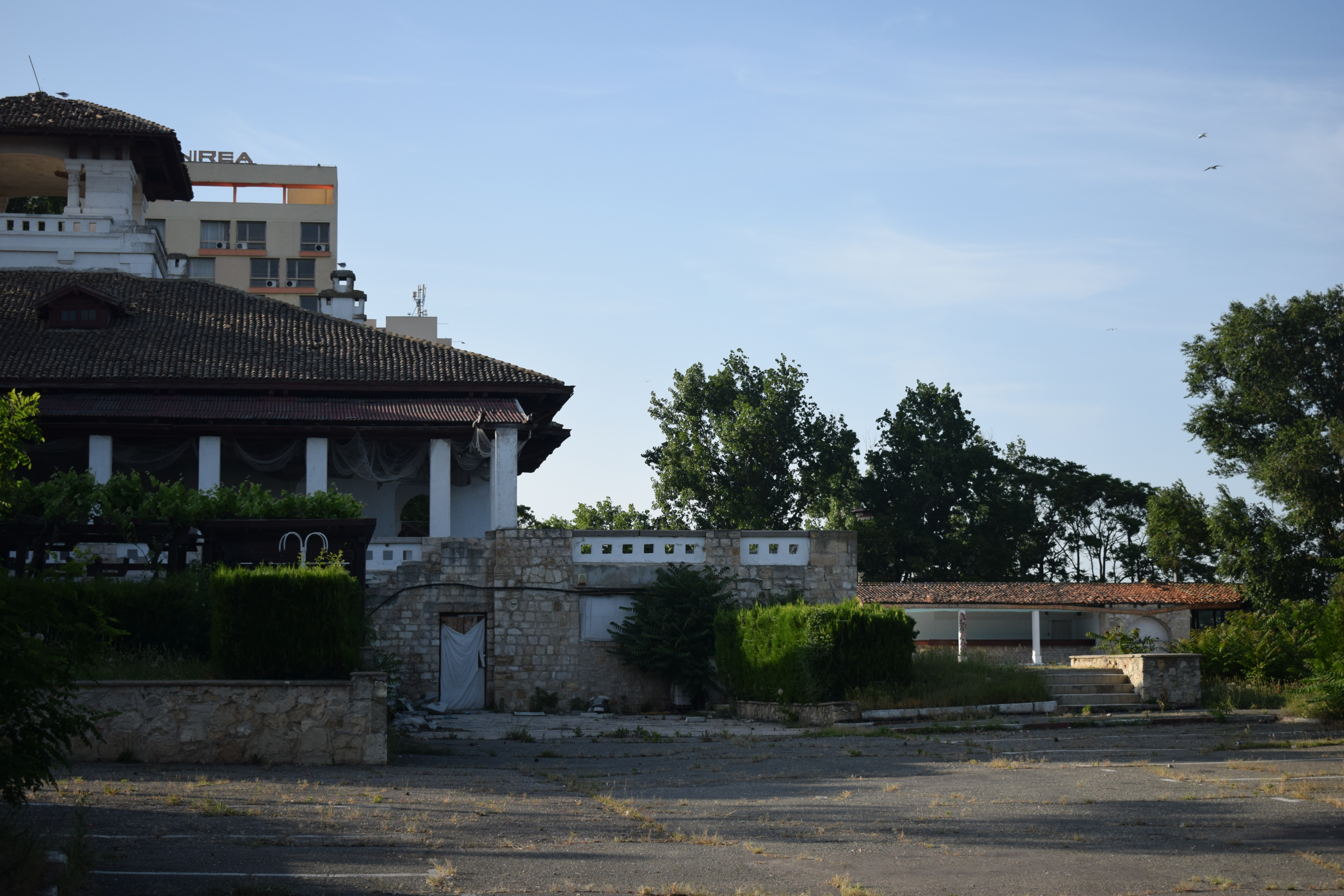
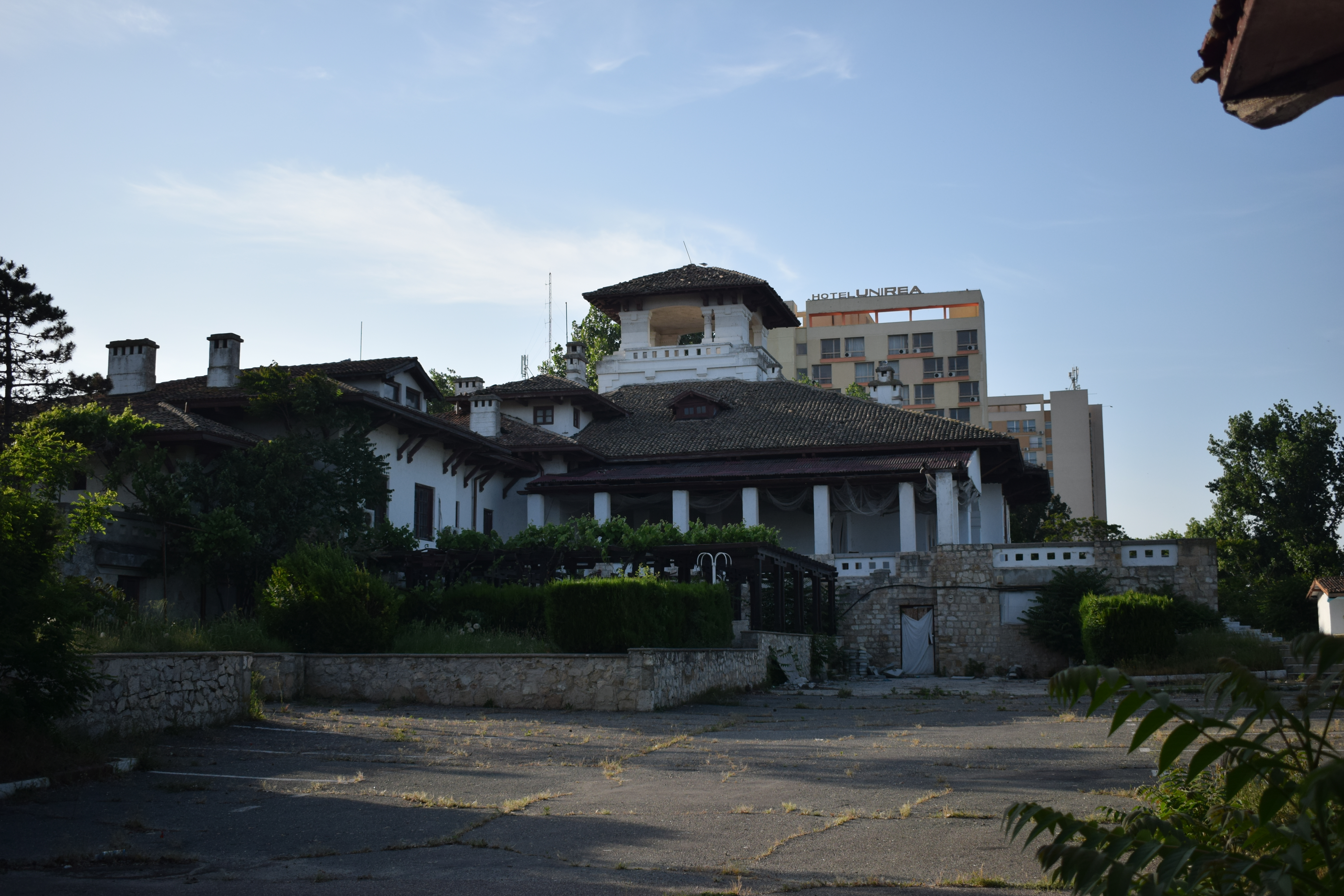
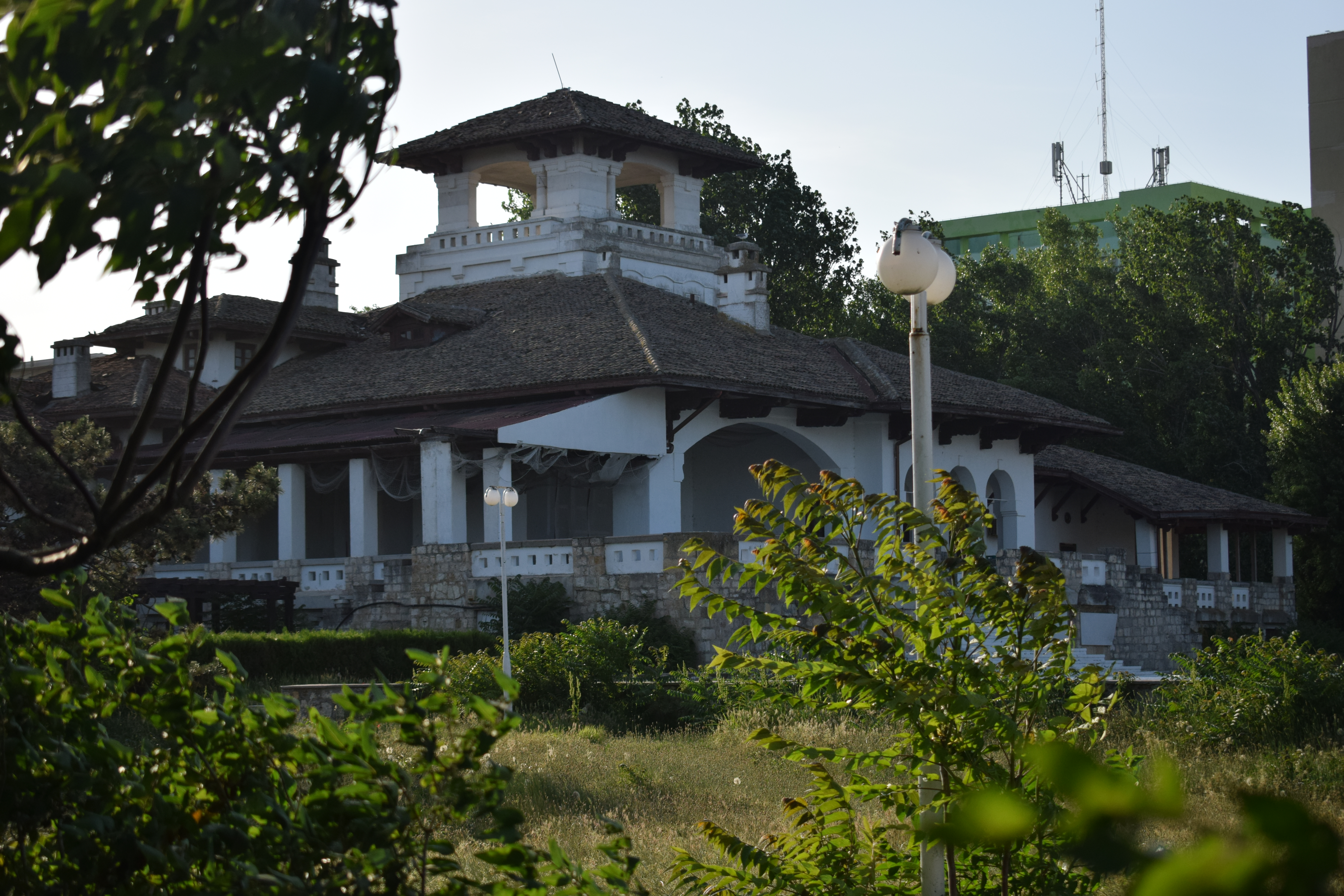
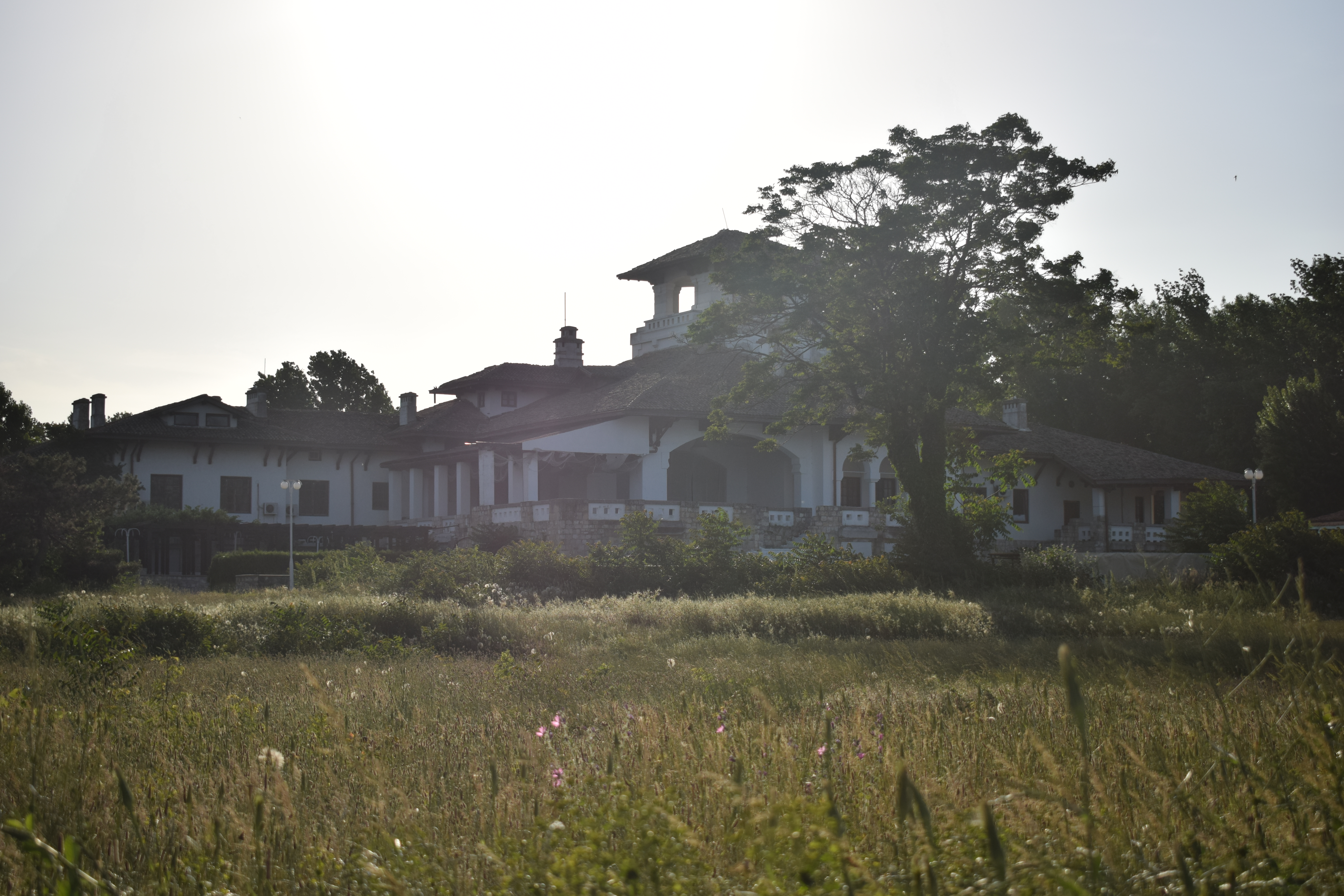

## Vedeți și
- Hotelul Rex din Mamaia
- Cazinoul din Mamaia
- Cazinoul din Constanța